# Paczoskia colchica
Paczoskia colchica är en insektsart. Paczoskia colchica ingår i släktet Paczoskia och familjen långrörsbladlöss. Inga underarter finns listade i Catalogue of Life.